# 複合十二面體二十面體

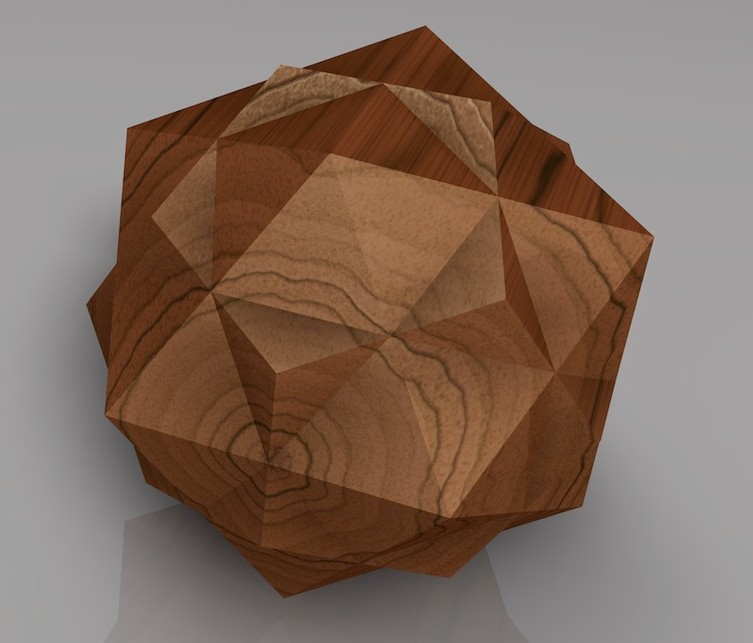
A rendering of a wooden dodecahedron-icosahedron compound.

在幾何學中，複合十二面體二十面體（英語：Compound of dodecahedron and icosahedron）是一種凹多面體，屬於星形多面體，結構為正二十面體和正十二面體的複合體。這可以被看作是多面體的星狀複合物。

## 複合多面體
它可以被看作是一個正二十面體與正十二面體的複合體。并且是四種由正多面體組成的星形正多面體之一，對偶多面體亦然。
它擁有二十面體對稱（Ih），而頂點的排布是一個菱形三十面體。